# Plaza de la Constitución (San Sebastian)

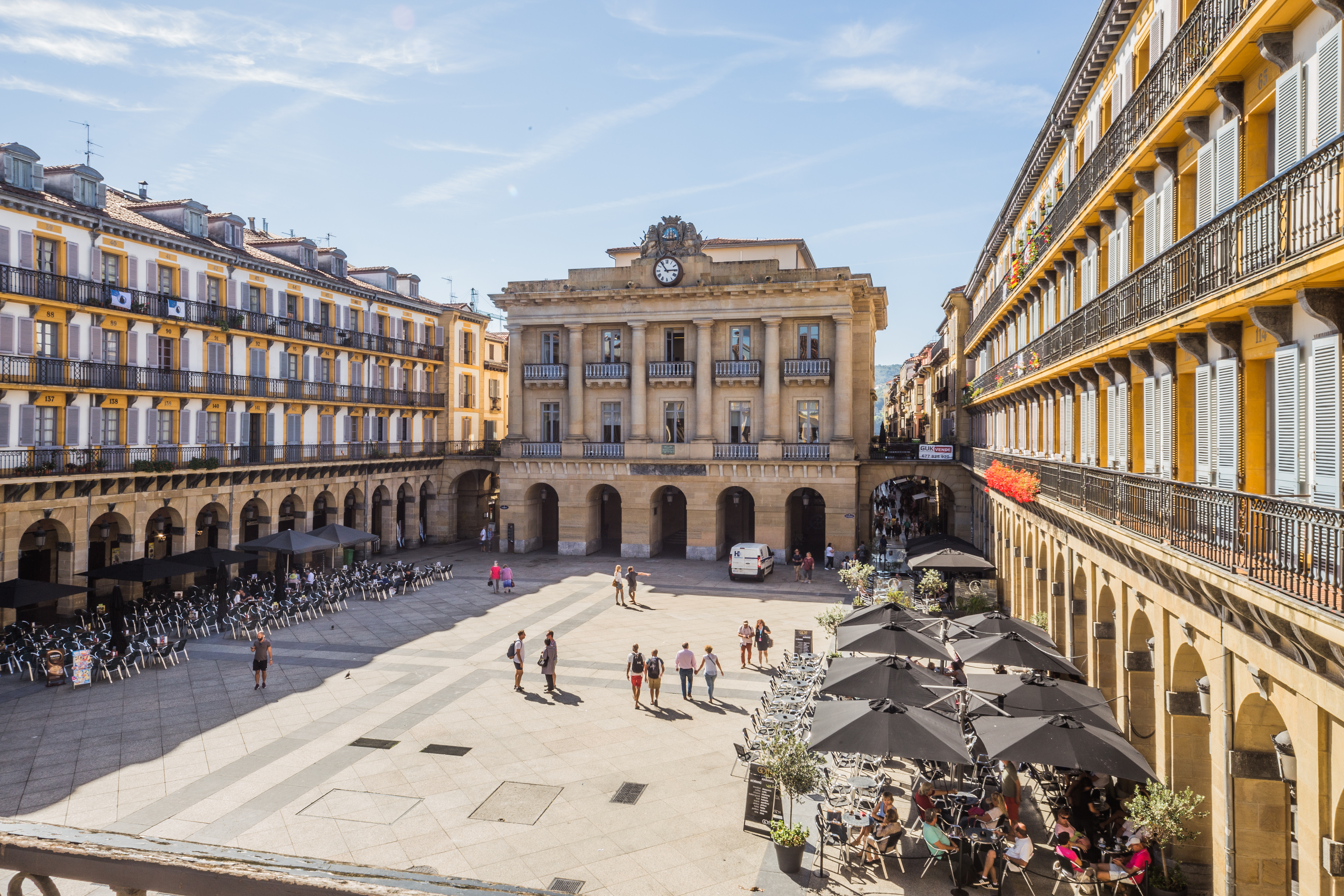
Plaza de la Constitución met het voormalige stadhuis

Plaza de la Constitución is een plein in de wijk Parte Zaharra, de oude binnenstad, van de Spaanse stad San Sebastian in de autonome gemeenschap Baskenland. Op het plein spelen de belangrijke evenementen van de stad zich af, zoals tijdens het stadsfeest de Tamborrada of de Día de San Tomás.
In 1723 werd er op deze plek al een plein aangelegd. Het huidige plein dateert uit de 18e eeuw, toen de stad tijdens het Beleg van San Sebastian in de as is gelegd door Britse en Portugese troepen, en weer opgebouwd moest worden. Het plein wordt gekenmerkt door de bogengalerijen rondom, met 20 bogen aan de lange zijden en 9 bogen aan de korte zijden. Ook zijn de balkons genummerd, omdat die als theaterloge dienden tijdens de stierenfeesten die op dit plein werden gehouden. Het belangrijkste gebouw aan het plein was lange tijd het stadhuis, totdat dat in 1947 is verplaatst naar het voormalige casino aan de baai La Concha. In het gebouw heeft daarna lange tijd de bibliotheek van de stad gezeten, en herbergt sinds 2000 de kantoren van culturele diensten van de gemeente.